# Micky Moody
Michael Joseph „Micky“ Moody (* 30. srpna 1950, Middlesbrough) je britský kytarista, který byl členem hard rockových kapel Juicy Lucy a Whitesnake. V 60. letech 20. století začínal ve skupině Tramline. Po rozpadu Juicy Lucy se Moody podílel na založení skupiny Snafu, která nahrála tři alba. Společně se svými bývalými spoluhráči z Whitesnake také založil několik kapel (The Snakes, Company of Snakes a M III), se kterými hráli písničky Whitesnake.

## Diskografie

### Sólová diskografie
- I Eat Them For Breakfast (2001)
- Don’t Blame Me (2006)
- Acoustic Journeyman (2007)
- Electric Journeyman (2009)

### Tramline
- 1968 Somewhere Down The Line
- 1969 Moves of Vegetable Centuries

### Juicy Lucy
- 1970 Lie Back and Enjoy It
- 1971 Get a Whiff a This
- 1972 Pieces

### Snafu
- 1973 SNAFU
- 1974 Situation Normal
- 1975 All Funked Up

### The Moody Marsden Band
- 1992 Never Turn Our Back On The Blues
- 1994 live In Hell
- 1994 The Time Is Right For Live
- 1994 Real Faith
- 2000 The Night the Guitars Came to Play

### Bob Young
- 1977 Young and Moody
- 1995 The Nearest Hits Album
- 2010 Back for the Last Time Again

### David Coverdale
- 1977 White Snake
- 1978 Northwinds
- 2003 The Early Years

### Whitesnake
- 1978 Snakebite
- 1978 Trouble
- 1978 Live at Hammersmith
- 1979 Lovehunter
- 1980 Ready an' Willing
- 1980 Live...In The Heart Of The City
- 1981 Come an' Get It
- 1982 Saints & Sinners
- 1984 Slide It In (verze UK)
- 1994 Greatest Hits
- 2003 Best Of Whitesnake
- 2003 The Silver Anniversary Collection
- 2004 The Early Years
- 2008 30th Anniversary Collection

### The Snakes, Company of Snakes & M3
- 1998 Once Bitten (Japan)
- 1998 Live in Europe
- 2001 Here They Go Again
- 2002 Burst The Bubble
- 2005 Classic Snake Live
- 2005 Rough An' Ready (live album, CD)
- 2007 Rough An' Ready (live album, DVD)